# Citroën World Touring Car Team
Citroën World Touring Car Team är biltillverkaren Citroëns stall som tävlar i World Touring Car Championship (WTCC).